# مشطيات
المُشْطِيَّات أو حاملات الأمشاط (بالإنجليزية: Ctenophora)‏ (من اليونانية: χτένα (كتينا) = مُشْط + φέρω (فيرو) = يحمل) ومعناها يحمل مشط. هي شعبة من شعاعيات التماثل.